# Piccole meraviglie
Piccole meraviglie (Small Wonders) è un documentario del 1995 diretto da Allan Miller candidato al premio Oscar al miglior documentario.